# 1306

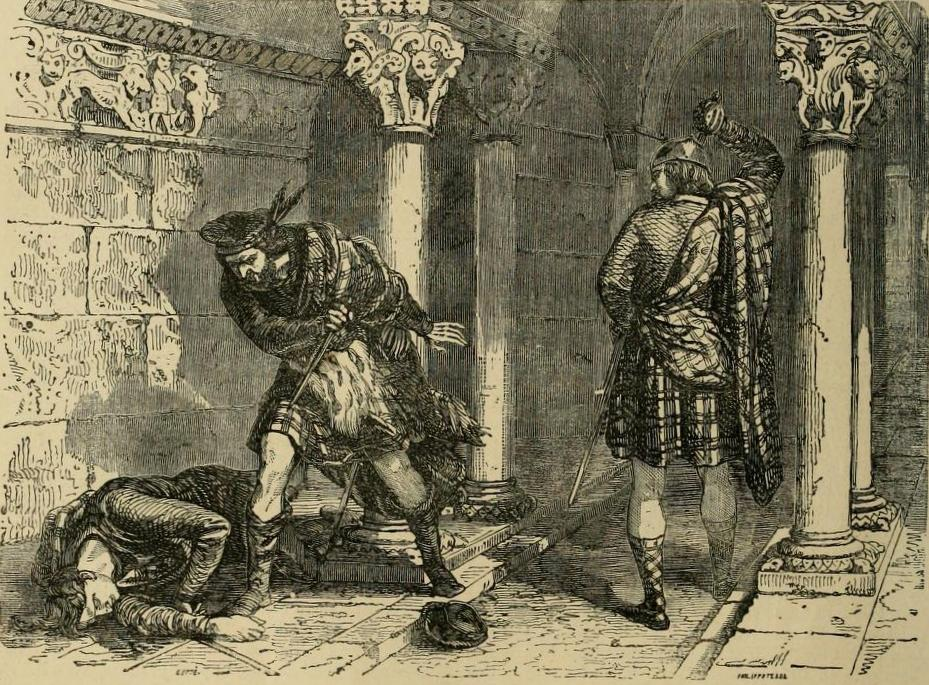
John Comyn vermoord

Het jaar 1306 is het 6e jaar in de 14e eeuw volgens de christelijke jaartelling.

## Gebeurtenissen
februari
- 10 - De rivalen voor de Schotse troon, John Comyn en Robert the Bruce, ontmoeten elkaar in een kerk te Dumfries. John Comyn wordt vermoord.
- 21 - Hertog Jan II van Brabant betuigt steun aan de Zeven geslachten van Brussel en kiest zo voor het patriciaat in zijn strijd tegen de ambachten.

maart
- 25 - Robert de Bruce wordt tot koning van Schotland gekroond.

april
- 26 - In een paleiscoup in Cyprus neemt Amalrik II de macht over van zijn broer Hendrik II.
- april - De ambachten van Sint-Omaars komen in opstand.

mei
- 1 - De commoignie, het opstandige bestuur van Brussel, zoekt de eervolle onderwerping aan hertog Jan II van Brabant en het oude patriciaat, die zich hebben teruggetrokken in Vilvoorde. Er vallen zeventig doden en een aantal gildeleiders wordt gearresteerd.

juni
- 19 - Slag bij Methven: Engelse troepen van de graaf van Pembroke verslaan de Schotten onder Robert the Bruce.

juli
- 22 - In Frankrijk worden alle Joden opgepakt. Ze worden uit het land verbannen en hun bezittingen worden verbeurd verklaard.

oktober
- 16 - Rudolf III van Oostenrijk trouwt met Elisabeth Richezza, de weduwe van Wenceslaus II van Bohemen.

zonder datum
- Het landgraafschap Sausenberg wordt afgesplitst van het markgraafschap Hachberg.
- De universiteit van Orléans wordt gesticht.
- De latere koning Christoffel II van Denemarken trouwt met Euphemia van Pommeren.

## Opvolging
- Bohemen - Wenceslaus III opgevolgd door Rudolf III van Oostenrijk
- Bourgondië - Robert II opgevolgd door zijn zoon Hugo V
- Cyprus - Hendrik II opgevolgd door zijn broer Amalrik II
- Münster - Otto III van Rietberg opgevolgd door Koenraad I van Berg
- Polen - Wenceslaus III van Bohemen opgevolgd door Wladislaus de Korte
- Ratibor - Przemysław opgevolgd door zijn zoon Leszek
- Schotland - Robert the Bruce na een koningloze periode (Engelse bezetting)

## Geboren
- 27 maart - Filips van Évreux, echtgenoot van Johanna II van Navarra
- 8 augustus - Rudolf II, paltsgraaf aan de Rijn (1329-1353)
- Andrea Dandolo, doge van Venetië (1343-1354)
- Anna van Savoye, echtgenote van Andronikos III Palaiologos (jaartal bij benadering)
- Elisabeth van Beieren (1306-1330), echtgenote van Otto van Oostenrijk (jaartal bij benadering)
- Jacob van de Binkhorst, Hollands edelman (jaartal bij benadering)

## Overleden
- 22 januari - Guy II van Colmieu, Frans bisschop
- 10 februari - John III Comyn, Schots edelman
- 21 maart - Robert II (~57), hertog van Bourgondië (1272-1306)
- 17 mei - Przemysław, hertog van Ratibor
- 4 augustus - Wenceslaus III van Bohemen (16), koning van Hongarije (1304-1305), Bohemen en Polen (1305-1306) (vermoord)
- 18 november - Gijsbert van Bronckhorst, aartsbisschop van Bremen
- 12 december - Koenraad van Offida (~65), Italiaans monnik
- 25 december - Jacopone da Todi, Italiaans dichter
- december - Raso XI van Gaveren (~65), Brabants edelman
- Lanfranc van Milaan, Italiaans chirurg
- Roger Bigod, Engels edelman